# 漫画ブリッコ
『漫画ブリッコ』（まんがブリッコ）は、かつて白夜書房が発行していたロリコン漫画雑誌。『レモンピープル』と並ぶロリコン漫画誌の草分けであり、コアマガジン発行の漫画雑誌の源流にもあたる。また誌上で「おたく」という言葉を生み出し、サブカルチャー雑誌として多くの才能を輩出したことでも知られた。
当初は三流劇画誌として1982年9月に創刊されたが、1983年5月号から大塚英志と小形克宏を編集長に迎えた美少女まんが誌としてリニューアルされた。両者の降板後は、編集助手の斎藤O子が最後の編集長を務め、そのまま『漫画ホットミルク』へ移行した。

## 歴史

### 創刊
セルフ出版発行・日正堂発売で、1982年9月に創刊された（後に白夜書房の発行・発売となる）。誌名の由来は松田聖子のぶりっ子ぶりから。
A5平綴じで、当初はあまり顧みられることのない三流劇画の名作を復刻収録することを主眼としたエロ劇画雑誌だった。初期の表紙は南伸坊が担当し、巻頭にはヌードグラビアが掲載され、内容は高橋春男の四コマと石井隆、羽中ルイ、中島史雄、富田茂などのアダルト劇画で占められ、『ジャストコミック』などからの再録も行われていた。なお、企画刊行には白夜書房の名物営業担当として知られる藤脇邦夫が関わっていた。

### 路線変更

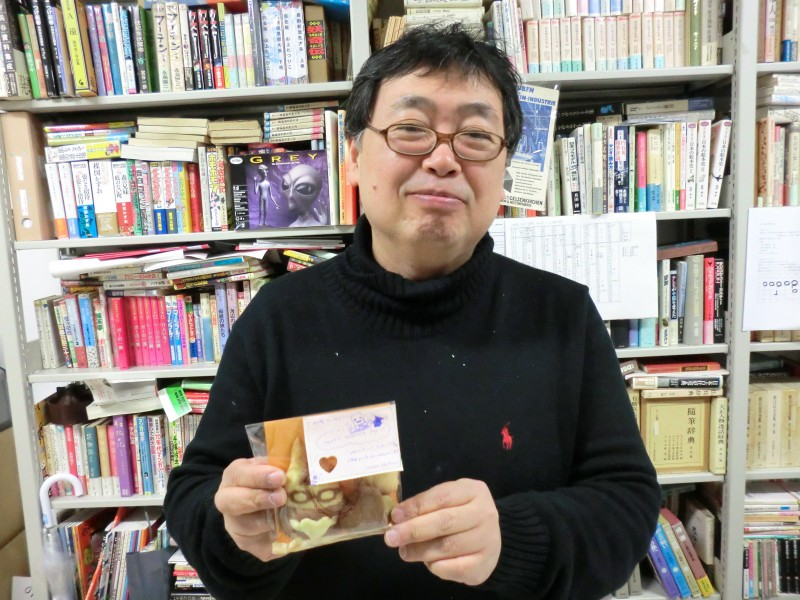
大塚英志

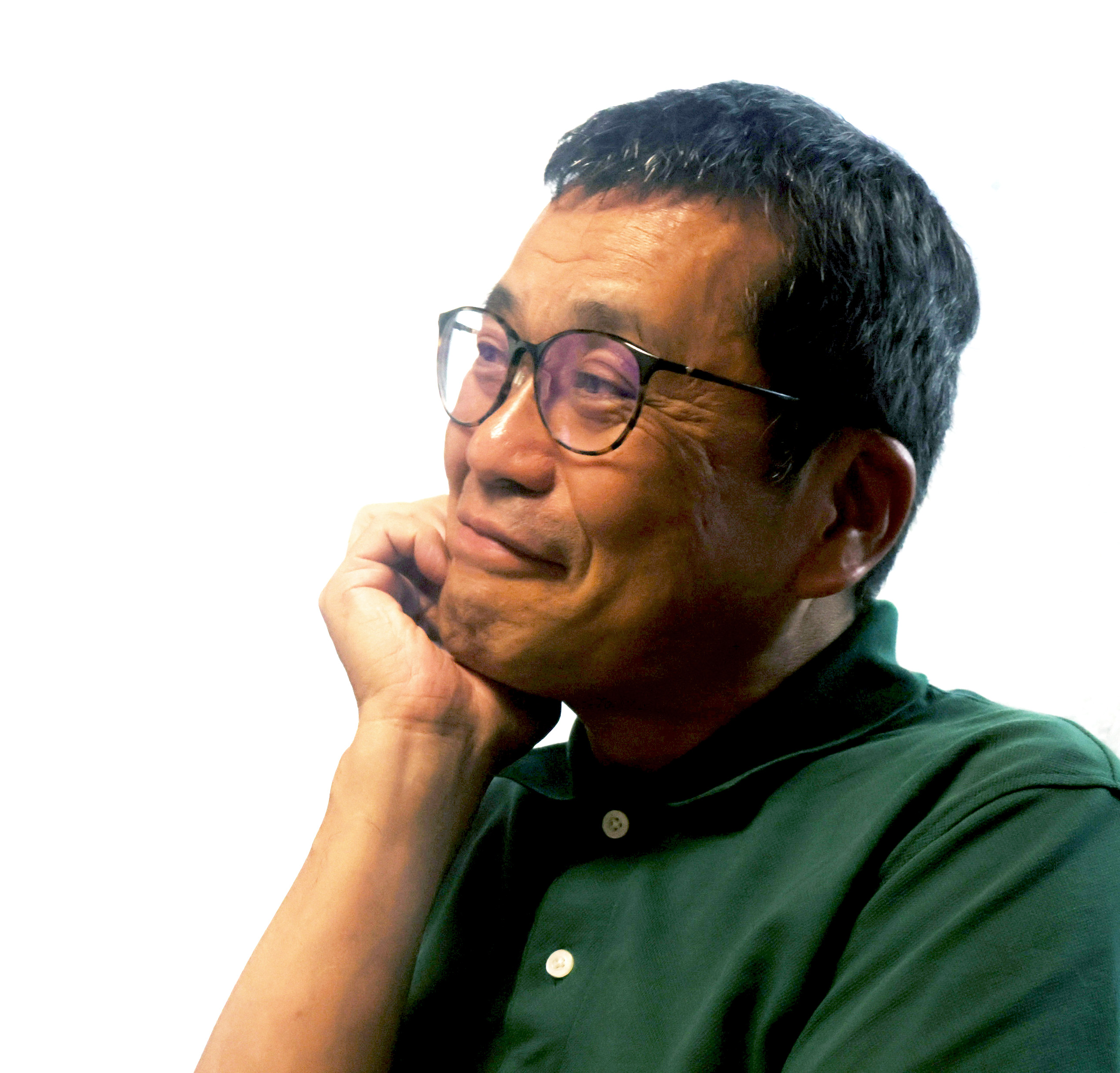
小形克宏

販売不振に悩み、半年後の1983年に編集長が東尾孝から大塚英志（読者コーナー等ではオーツカ某名義）と緒方源次郎（現・小形克宏。読者コーナーではおぐゎた名義。群雄社出版で『ロリコン大全集』『アリスくらぶ』『コレクター』の編集にも携わる）に代わり、5月号より「夢見る男の子のための美少女コミック誌!!」と銘打ち、表紙は南伸坊から谷口敬に交代。美少女コミック誌として唐突にリニューアルされる。この時点で『レモンピープル』に次いで、日本で2番目のロリコン漫画誌であった。
ハードな絵柄の石井隆や富田茂などの連載を切り、よりソフトな飯田耕一郎、中田雅喜、火野妖子（堀内満里子）、五藤加純、沢木あかね、大原彩生を入れた。さらに洋森しのぶ（後のひろもりしのぶ・みやすのんき）や寄生虫（増田晴彦）のほか、藤原カムイなどの若手作家を発掘し、日本初のロリコン漫画同人誌『シベール』に参加していた計奈恵、早坂未紀、森野うさぎ、豊島ゆーさくも新たに起用した。
一方で、6月号では中田雅喜の初登場と共に、岡崎京子の商業誌デビュー作『ひっばあじん倶楽部』が掲載され、続く7月号には白倉由美も初登場するなど、次第に女性作家の比率も上がっていく。
ショート枠では高橋春男、神保あつし等の四コマを切った代わりに、岡崎京子の独り言的なコーナーや中森明夫の「東京おとなクラブJr.」などを取り入れるなど、次第にカオスな誌面になっていく。同年11月号からは、表紙を少女漫画的な絵柄のかがみあきら（あぽ名義）に変更。劇画誌のイメージを払拭し、巻頭のヌードグラビアも廃止された。10月号に掲載された最後のグラビアは可愛かずみであった。結果、ロリコン漫画誌というよりは、後の美少女コミック誌へ近い形へ完全に姿を変えた。それによって人気が高まり、販売部数も上昇したが、読者層の半数は10代の女性だったという。

### 2大ロリコン誌
この売り上げ増加により、2大ロリコン系漫画誌として『レモンピープル』と並び称されるようになった。
作家陣は専属ではなく、両誌で執筆していた作家もある。また、同人誌の紹介に注力していた『レモンピープル』とは対照的に、予算の都合から読者投稿欄を拡充し、イラストの投稿紹介などに力を入れ、優れた投稿者には漫画を描かせて掲載した。掲載作品や読者投稿コーナーでは狂言回しとして編集者（オーツカ某、おぐゎた、斎藤O子）がそのキャラクターを露出することが多く、雑誌の特徴でもあった。また、岡崎京子、白倉由美、桜沢エリカなど、女性作家による独り言的なページも一つの特徴になっていた。
この時期に発行されていた『メロンCOMIC』『ハーフリータ』『プチ・パンドラ』『ロリコンHOUSE』『アリスくらぶ』『ぺあ』など、後続のロリコン系漫画誌やロリコン誌のほとんどはB5またはA5の平綴じで、両誌のフォロワーであったことが窺える。

### 「おたく」の誕生
1983年6月号から3回にわたり本誌上で、当時『東京おとなクラブ』の発行人だったコラムニストの中森明夫が「『おたく』の研究」というコラムを連載した。コミックマーケットに集まるマニアのことを「おたく」と名づけた最初の文章である。その文中で「おたく」を批判する内容が掲載されたことが大きな波紋を呼んだ。読者投稿コーナーにおいて、中森の文章を「おたくに対する偏見である」と批判した読者のほんの数行の文章投稿に呼応し、編集長の大塚英志が1ページ以上にわたる中森批判を展開した。論争の末、中森は大塚により弾劾され、本誌から永久追放された。
現在は「オタク」とカタカナで表記されることの多いこの言葉は、当時はひらがな表記だった。カタカナによる表記が一般化したのは、1996年の岡田斗司夫の『オタク学入門』以降である。

### 姉妹誌
リニューアル以前の1983年1月15日に大塚英志と小形克宏の企画で『COMICキュロットDX』（『劇画パニック』増刊）というロリコン漫画誌がセルフ出版（後に白夜書房）から発行されていた。主な執筆者は中島史雄、谷口敬、飯田耕一郎、火野妖子、藤原カムイ、中田雅喜、夏目房之介など。後に小形は「結果的にこれが『ブリッコ』のパイロット版になりました。幸いそれがある程度実績を上げることができ、当時左前になっていた『ブリッコ』の編集を引き継ぐ形で、我々がやることになったと記憶します」と回想している。
中期から後期にかけては、『ペパーミントギャラリー』『怪獣使いと少年たち』など、作家企画によるアンソロジーコミックや、『漫画ブリッコDX』などが別冊増刊や単行本扱いで刊行されていた。また、1984年には『漫画ブリッコ』とほぼ同じ編集・作家メンバーで隔月刊『いけないCOMIC』（発行・白夜書房／編集人・東尾孝／発行人・森下信太郎）を創刊。大塚が本誌を降板する1985年7月発売の6号まで発行されていた。

### 廃刊
大塚英志は本誌をロリコン雑誌から、より少女漫画志向が強い方向性への転換を画策していた。しかし、これは経営陣の反発により頓挫する。更に1984年8月9日には看板作家に成長していたかがみあきらが自宅で急死する。単行本『ワインカラー物語』の刊行直後だったことから、白夜書房は直ちに『ワインカラー物語』を重版しようと提案し、大塚と担当営業の藤脇邦夫の間で口論になった。
ほどなく大塚は白倉由美との対談連載において、白夜書房に対する内部批判を展開するようになり、1985年9月号の紙上で会社に無許可で同紙の休刊を予告したことから、社内で問題となる。前述の藤脇との対立に加え、大塚が企画や原案に関与し、白夜書房から1985年7月10日に発売された18禁アニメビデオ作品『魔法のルージュ りっぷ☆すてぃっく』の売れ行き不振もあり、1985年9月号をもって創刊当初からの編集助手である斎藤礼子（O子）に編集長交代となった。
その後、大塚は白夜書房を離れ、本誌でやろうとしていた方向性を、徳間書店の漫画雑誌『リュウ』やアンソロジー『プチアップルパイ』などで探っていくが、大塚は『漫画ブリッコ』から撤退した理由について、同誌1985年7月号、および著書『「おたく」の精神史 一九八〇年代論』で次のように語っている。
対して、もう一方の当事者である藤脇は、この一件を著書『出版アナザーサイド ある始まりの終わり 1982-2015』で次のように語っている。
結果として、本誌はロリコン漫画誌としての人気は保ったが、大塚編集長時代のイメージが強かったことから、1986年2月号（1985年12月23日発売）をもって廃刊となる。O子は編集後記で「2月末頃、新体制でまたお目にかかれると思います」といった言葉を残し、後継誌が存在することを予告して終刊した。
大半の内容は数ヶ月後に創刊されたO子編集の『漫画ホットミルク』（白夜書房→コアマガジン）にそのまま引き継がれたが、藤原カムイなどのニューウェーブ路線や女性作家の比率は減少した。前者は1990年代後半の世代交代期に一瞬、後者は『漫画ホットミルク』から派生した『漫画ばんがいち』でそれぞれ復活している。
本誌は路線変更から2年半と寿命こそ短かったものの、その影響は大きく、数多くのロリコン・美少女系漫画家を育てた。また、既存の少女漫画の枠にはまらない若手女流作家を輩出した意味も大きい。O子担当の読者コーナーはそのまま『漫画ホットミルク』に引き継がれ、この両誌の投稿欄からデビューした作家も多い。

## 出身作家
以下にこの雑誌でデビューした、あるいは最初期の活動を行った描き手とその単行本を挙げる。

### ロリコン・美少女系
- 谷口敬
- 藤原カムイ『デ・ジャ・ヴ』『BUYO BUYO』『憑依』
- 中島史雄
- みやすのんき（洋森しのぶ名義）『オトナなんかだいっきらい!!』『バナナシスターズ』
- 高屋良樹（ちみもりを名義）
- 増田晴彦（寄生虫（よりうむし）名義）『虚空からの挑戦』『虚空への迎撃』
- 後藤寿庵（読者投稿出身）
- かがみあきら（あぽ名義）『ワインカラー物語』
- 計奈恵『トライアングル・ミステリアン』
- 早坂未紀
- 西秋ぐりん（江口寿史のアシスタント。後に『クロスワードランド』などでパズル作家となる）『カゼガフレタ』
- ねぐら☆なお『ファーストレッスンABC』
- 五藤加純（兄）『移動性高気圧』『アンドロイドは電気コケシの夢をみるか』
- 中森愛（弟）『〆切厳禁』
- I.N.U（豊島U作）『硝霊島』
- 森野うさぎ『ミルキィボックス』『魔法のルージュ りっぷ☆すてぃっく』（オリジナルビデオ作品）
- みなみゆうこ『猫の星には帰れない』『にゃんにゃんしましょ』
- MON-MON（悶悶名義）『ブリッコミミ』
- 飯田耕一郎『逢魔』
- 外薗昌也『SILENT RUNNER』
- おおやまさひろ『じゃりんこ学園』
- ものたりぬ『ルージュの妖精りっぷすてぃっく』（『魔法のルージュ りっぷ☆すてぃっく』のコミカライズ）

### 女流非少女漫画系
- 岡崎京子『バージン』
- 白倉由美『スゥエードキルシュ』『学園少女／砂緒』（川西蘭との合作）
- 桜沢エリカ『かわいいもの』
- 中田雅喜『桃色三角』『空は女の子でいっぱい』
- いくたまき『アブナーズ1』『アブナーズ2』
- 三留まゆみ（早坂みけ名義。後に映画イラストライターとなる）『いりおもてやまねこなんかこわくない』
- のつぎめいる（後に別名義で少女漫画家として再デビュー。小学館などで執筆）
- 小杉あや（ゆきあやの名義）

### その他
- 大塚英志
- 中森明夫
- 小形克宏
- 斎藤礼子
- 竹熊健太郎
- 川崎ぶら